# Saint-Jean-Mirabel
Saint-Jean-Mirabel ist eine französische Gemeinde mit 309 Einwohnern (Stand 1. Januar 2022) im Département Lot in der Region Okzitanien. Sie gehört zum Arrondissement Figeac und zum Kanton Figeac-2.
Sie grenzt im Nordwesten an Viazac, im Norden an Linac, im Nordosten an Bagnac-sur-Célé, im Osten an Felzins, im Süden an Saint-Félix und im Südwesten an Lunan.

## Bevölkerungsentwicklung
| Jahr      | 1962 | 1968 | 1975 | 1982 | 1990 | 1999 | 2008 | 2018 |
| --------- | ---- | ---- | ---- | ---- | ---- | ---- | ---- | ---- |
| Einwohner | 177  | 168  | 166  | 166  | 176  | 212  | 229  | 256  |

## Sehenswürdigkeiten
Durch die Gemeinde verläuft das 20 km lange Abschnitt des französischen Jakobswegs Via Podiensis von Montredon nach Figeac.

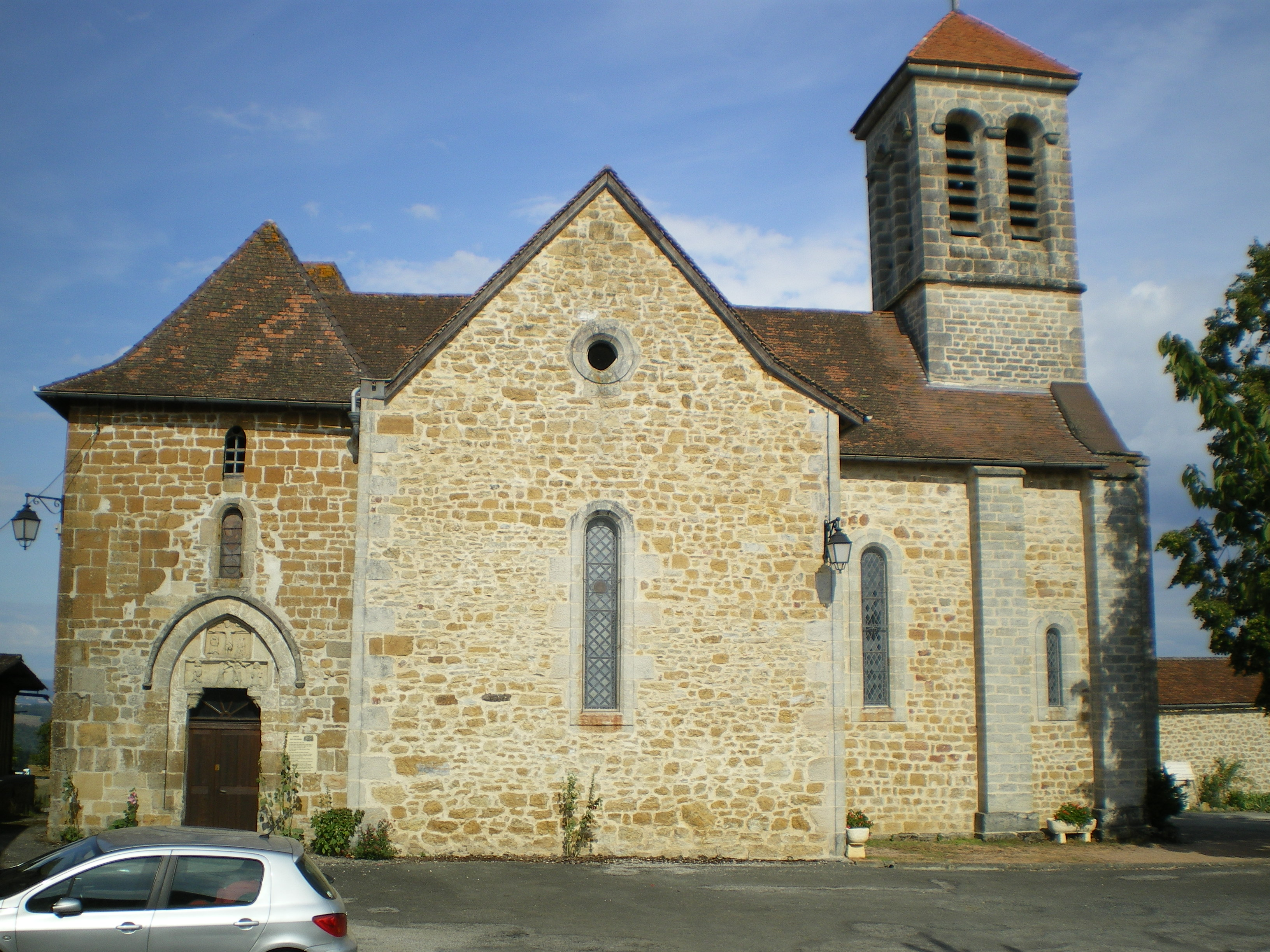
Romanische Kirche Saint-Jean, seit 1972 ein Monument historique